# Grazielle
Grazielle Pinheiro Nascimento (sinh ngày 28 tháng 3 năm 1981), thường được gọi là Grazielle hoặc Grazi, là một cầu thủ bóng đá nữ của Brasil. Cô là một thành viên của đội tuyển bóng đá nữ quốc gia Brasil tại hai giải đấu bóng đá Thế vận hội và tại ba kỳ World Cup Bóng đá nữ.

## Sự nghiệp câu lạc bộ
Năm 1995, Grazielle chuyển đến São Paulo và thi đấu tại đây trong 5 năm, cho các đội bóng nữ của các câu lạc bộ địa phương Saad Esporte Clube, São Paulo FC và Portuguesa. Cô không thuộc quyền sở hữu của bất kỳ một câu lạc bộ nào trong khoảng thời gian từ năm 2000 đến 2003, khi cô tham gia Botucatu.
Grazielle trở lại Botucatu sau sáu tháng ở Tây Ban Nha với Levante trong năm 2006. Cô cũng chơi cho Santa Isabel (MG), Barra FC (RJ) và SE Gama (DF) trước khi gia nhập Santos vào năm 2010. Cô đại diện cho América FC của São Manuel và tham dự Thế vận hội 2012. Câu lạc bộ muốn cô ở lại sau giải đấu, nhưng Grazielle đã đồng ý một hợp đồng với Portuguesa.
Tại Copa do Brasil de Futebol Feminino 2015, Grazielle chơi cho Abelhas Rainhas, đội bóng bị loại trong vòng 16 bởi đội chiến thắng về sau là đội vô địch, Kindermann.

## Sự nghiệp quốc tế
Grazielle có trận ra mắt cho Brasil trong chiến thắng 11–0 trước México]] tại Cúp Nữ Hoa Kỳ năm 1998. Vào tháng 2 năm 1999, Grazielle 17 tuổi là đại diện của Brasil trong đội hình Ngôi sao Thế giới FIFA thi đấu giao hữu với Hoa Kỳ ở San Jose. Sau đó, cô là thành viên của đội hình Brasil lọt vào vòng bán kết Giải vô địch bóng đá nữ thế giới 1999.
Grazielle được triệu tập cho Thế vận hội Mùa hè 2004. Cô được chuyển từ vị trí tiền đạo sang cánh phải tấn công cánh phải và giúp Brasil giành huy chương bạc.